# Cột nước

Cột nước biển sâu

Một cột nước là một cột lý thuyết từ bề mặt của biển, sông hoặc hồ xuống tới lớp trầm tích đáy. Các cột nước được sử dụng chủ yếu cho các nghiên cứu về môi trường nhằm đánh giá sự phân tầng hoặc pha trộn (ví dụ: do các dòng hải lưu do gió gây ra) của các lớp bị phân tầng nhiệt học hoặc hóa học dưới hồ, suối hay đại dương. Một số thông số chung được phân tích trong cột nước bao gồm độ pH, độ đục, nhiệt độ, độ mặn, tổng chất rắn hòa tan, các loại thuốc trừ sâu khác nhau, các mầm bệnh và nhiều loại hóa chất và quần xã sinh vật.
Khái niệm cột nước khá là quan trọng, vì nhiều hiện tượng dưới nước được giải thích bởi sự trộn lẫn theo chiều dọc không đầy đủ của các thông số hóa học, vật lý hoặc sinh học. Ví dụ, khi nghiên cứu về sự trao đổi chất của các sinh vật đáy, chính sự tập trung cụ thể ở đáy địa tầng của các loại chất hóa học có sẵn trong cột nước mới là thứ có ý nghĩa, chứ không phải giá trị trung bình của các hóa chất đó trong khắp cột nước.
Áp lực thủy tĩnh có thể được phân tích theo chiều cao của cột nước, giúp giải đáp thông số áp lực nước ở bất kỳ điểm nào trong cột nước một cách hiệu quả.
Thuật ngữ cột nước cũng thường được sử dụng trong bộ môn lặn có bình khí để mô tả khu vực mà các thợ lặn lặn lên và lặn xuống.